# 자시타 구룽
자시타 구룽(네팔어: जस्सिता गुरुङ, 1996년 5월 16일 ~ )은 네팔의 배우, 모델이다.